# Sonay Kartal
Sonay Kartal, née le 28 octobre 2001 à Londres, est une joueuse de tennis britannique.

## Biographie

### Jeunesse
D’origine turque par son père, Sonay Kartal grandit à Brighton, où elle commence à jouer au tennis à l’âge de 6 ans. Ses joueurs de tennis préférés sont alors Roger Federer et Kim Clijsters.

### Carrière
En 2021, Sonay Kartal remporte un premier titre ITF en novembre, à Antalya, en battant Amarissa Toth en finale. Peu après, elle a remporté son deuxième titre (le premier sur dur) à Monastir, également à 15 000 $, en battant l'ancienne numéro 40 mondiale, Ayumi Morita, en finale.
En 2022, Sonay Kartal a continué sur sa lancée en remportant plusieurs titres et en grimpant dans le classement. Elle a débuté l'année en remportant son troisième titre à Birmingham, puis enchaîné avec un autre titre à Glasgow.
Sonay Kartal a également fait partie de l'équipe britannique de la Billie Jean King Cup  en avril 2022, mais n'a pas joué de matchs. En mai, elle a remporté deux titres consécutifs à Nottingham.
Sur gazon, Kartal a reçu des wildcards pour Surbiton et l'Open de Nottingham. À Surbiton, elle a gagné contre Yuriko Miyazaki au premier tour avant de s'incliner face à Madison Brengle au deuxième tour. Elle a fait ses débuts sur le circuit WTA à Nottingham, perdant contre Camila Giorgi au premier tour, puis atteignant sa première demi-finale à Ilkley.
À Wimbledon 2022, elle a reçu une wildcard pour le tableau principal mais a perdu au premier tour contre Lesley Pattinama Kerkhove. Elle participe également aux qualifications de l'US Open mais est éliminée au premier tour. Malgré cela, elle a atteint les quarts de finale à Trnava et Trvana 2, ce qui lui a permis de faire ses débuts dans le top 200, terminant l'année au 198e rang mondial, près de 800 places au-dessus de son classement de fin 2021.
En juin 2024, alors classée 295e, Kartal s'est qualifiée pour la première fois pour le tableau principal des Championnats de Wimbledon, après avoir reçu une Wild card lors des deux éditions précédentes. Elle a réalisé un parcours impressionnant en battant la 29e tête de série Sorana Cirstea et la 45e mondiale Clara Burel. Cela fait d'elle la deuxième femme britannique de l'ère Open à atteindre le troisième tour de Wimbledon en tant que qualifiée, une première depuis Karen Cross en 1997. Elle a cependant perdu en trois sets contre la tête de série numéro 2, Coco Gauff, lors de cette troisième tournée
En septembre, classée n°151, alors issue des qualifications, elle a atteint le premier quart de finale du circuit WTA de sa carrière à l’Open Jasmin de Monastir, en Tunisie, en battant notamment la tête de série 5 Jaqueline Cristian. Ensuite, elle bat Yulia Starodubtseva, puis Eva Lys en demi-finale par abandon, pour atteindre sa première finale du circuit WTA. En finale, Kartal a battu Rebecca Šramková en trois sets. Grâce à son succès, elle est entrée dans le top 100, gagnant 55 places pour atteindre un nouveau sommet en carrière, la 96e place au classement mondial WTA en simple.
Elle revient au troisième tour à Wimbledon en 2025, après des victoires sur l'ancienne demi-finaliste Jeļena Ostapenko (7-5, 2-6, 6-2), la Bulgare Viktoriya Tomova (6-2, 6-2) et continue de profiter d'un tableau ouvert en écartant la qualifiée Française Diane Parry (6-4, 6-2), s'offrant par la même occasion son premier huitième de finale en Grand Chelem. Elle joue la Russe Anastasia Pavlyuchenkova, qui montre son expérience en gagnant le match (6-7, 4-6).

## Palmarès

### Titre en simple dames
| No | Date       | Nom et lieu du tournoi         | Catégorie | Dotation  | Surface    | Finaliste        | Score    |          |
| -- | ---------- | ------------------------------ | --------- | --------- | ---------- | ---------------- | -------- | -------- |
| 1  | 09-09-2024 | Jasmin Open Monastir, Monastir | WTA 250   | 267 032 $ | Dur (ext.) | Rebecca Šramková | 6-3, 7-5 | Parcours |

### Finale en simple dames
Aucune

## Parcours en Grand Chelem

### En simple dames
| Année | Open d'Australie | Open d'Australie  | Internationaux de France | Internationaux de France | Wimbledon       | Wimbledon             | US Open | US Open             |
| ----- | ---------------- | ----------------- | ------------------------ | ------------------------ | --------------- | --------------------- | ------- | ------------------- |
| 2022  | —                | —                 | —                        | —                        | 1er tour (1/64) | L. Pattinama Kerkhove | Q1      | M. Bassols Ribera   |
| 2023  | Q1               | Elizabeth Mandlik | Q1                       | Viktória Hrunčáková      | 1er tour (1/64) | Madison Keys          | —       | —                   |
| 2024  | —                | —                 | —                        | —                        | 3e tour (1/16)  | Coco Gauff            | Q3      | Yulia Starodubtseva |
| 2025  | 1er tour (1/64)  | J. Bouzas Maneiro | 2e tour (1/32)           | M. Bouzková              | 1/8 de finale   | A. Pavlyuchenkova     |         |                     |

N.B. : à droite du résultat se trouve le nom de l'ultime adversaire.

### En double dames
| Année | Open d'Australie | Open d'Australie | Internationaux de France                                                            | Internationaux de France                                                               | Wimbledon                                                                       | Wimbledon | US Open | US Open |
| ----- | ---------------- | ---------------- | ----------------------------------------------------------------------------------- | -------------------------------------------------------------------------------------- | ------------------------------------------------------------------------------- | --------- | ------- | ------- |
| 2022  | —                | —                | —                                                                                   | —                                                                                      | 1er tour (1/32) N. Miller \|\| style="text-align:left;" \| V. Golubic C. Osorio | —         | —       |         |
|       |                  |                  |                                                                                     |                                                                                        |                                                                                 |           |         |         |
| 2025  | —                | —                | 2e tour (1/16) J. Burrage \|\| style="text-align:left;" \| K. Siniaková T. Townsend | 2e tour (1/16) J. Burrage \|\| style="text-align:left;" \| L. Siegemund B. Haddad Maia |                                                                                 |           |         |         |

N.B. : le nom de la partenaire se trouve sous le résultat ; les noms des ultimes adversaires se trouvent à droite.

## Parcours en WTA 1000
Les tournois WTA « Premier Mandatory » et « Premier 5 » (entre 2009 et 2020) et WTA 1000 (à partir de 2021) constituent les catégories d'épreuves les plus prestigieuses, après les quatre levées du Grand Chelem. 

De 2009 à 2023, les tournois Premier Mandatory (dits tournois WTA 1000 obligatoires entre 2021 et 2023) regroupent Indian Wells, Miami, Madrid et Pékin, les autres constituant les tournois Premier 5 (tournois WTA 1000 non-obligatoires). À partir de 2024, le nombre de tournois WTA 1000 passe à 10 par saison (fin de l’alternance Doha / Dubaï), ces derniers devenant tous obligatoires et offrant tous 1000 points à la vainqueure (contre 900 points précédemment pour les tournois Premier 5).

### En simple dames
| Année |       |              |       |                            |      |                             |                           |       |                           |       |  |  |
| Doha  | Dubaï | Indian Wells | Miami | Madrid                     | Rome | Canada                      | Cincinnati                | Pékin | Wuhan                     | Wuhan |  |  |
| Doha  | Dubaï | Indian Wells | Miami | Madrid                     | Rome | Canada                      | Cincinnati                | Pékin | Wuhan                     | Wuhan |  |  |
| Doha  | Dubaï | Indian Wells | Miami | Madrid                     | Rome | Canada                      | Cincinnati                | Pékin | Wuhan                     | Wuhan |  |  |
| 2025  |       |              |       | 4e tour (1/8) A. Sabalenka |      | 2e tour (1/32) E. Svitolina | 2e tour (1/32) L. Nosková |       | 1er tour (1/64) C. Garcia |       |  |  |

Sous le résultat, l’ultime adversaire.
1. 1 2   Les tournois de Doha et Dubaï alternent le statut de tournoi WTA 1000 (ex Premier 5) entre 2009 et 2023 : les trois premières éditions ont lieu à Dubaï, les trois suivantes à Doha, puis Dubaï accueille le tournoi de cette catégorie les années impaires et Dubaï les années paires. De 2011 à 2023, la ville qui n’accueille pas de WTA 1000 organise à la place un tournoi WTA 500 (ex Premier).
2. 1 2 3 4 5 6   L’ordre de déroulement des tournois a évolué depuis 2009 : Rome se dispute avant Madrid et Cincinnati avant Montréal/Toronto jusqu’en 2010, tandis que Tokyo (2009-2013)-Wuhan (2014-2019, 2024-)-Guadalajara (2022-2023) ont lieu avant Pékin jusqu’en 2023.

## Titres ITF en simple
Sonay Kartal a remporté 13 titres ITF en simple entre 2021 et 2024.

## Classements WTA en fin de saison
| Année          | 2019 | 2020 | 2021 | 2022 | 2023 | 2024 |
| Rang en simple | –    | –    | 993  | 198  | 235  | 89   |
| Rang en double | 1011 | 1056 | –    | 561  | –    | –    |

Source : (en) Classements de Sonay Kartal sur le site officiel de la Fédération internationale de tennis